# Steingaden
Steingaden est une municipalité d'Allemagne, dans le district de Weilheim-Schongau, en Haute-Bavière, sur la Route romantique.
Deux monuments uniques en font sa réputation, l'église de pèlerinage de Wies et l'église paroissiale, le Welfenmünster qui était l'église du monastère St.Jean-Baptiste de Steingaden.

## Géographie
La commune se trouve dans les Préalpes, à la frontière entre la Haute-Bavière et l'Allgäu. Les quartiers (Ortsteile) sont Fronreiten, Ilgen, Lauterbach, Riesen, Urspring et Wies. D'autres hameaux : Biberschwöll, Bichl, Boschach, Brandstatt, Butzau, Deutenhof, Deutensee, Egart, Engen, Gagras, Gmeind, Gogel, Graben, Hiebler, Hirschau, Illach, Illberg, Jagdberg, Karlsebene, Kellershof, Kohlhofen, Kreisten, Kreuzberg, Kuchen, Langau, Lechen, Lindegg, Litzau, Maderbichl, Moos, Oberengen, Reitersau, Resle, Sandgraben, Schlatt, Schlauch, Schwarzenbach, Staltannen, Steingädele, Tannen, Thal, Unterengen, Vordergründl, Wiesle et Zöpfhalden. 

## Histoire
En 1147, Steingaden appartenait au « Hofmark » de Welf VI. Jusqu'en 1803, on y trouvait un couvent de Prémontrés, ancienne abbaye fondée au XIIe siècle qui possède encore une abbatiale remarquable transformée au XVIIIe dans le goût baroque. 
Dans le cadre de la réforme de l'organisation de la Bavière, en 1818, elle devint une commune indépendante à laquelle on rattacha Fronreiten, Lauterbach et Urspring qui étaient auparavant des communautés autonomes.

## Culture et curiosités

### Musique
Dans l'église de Wies chaque année, de mai à septembre, des concerts sont donnés dans le cadre du « festival d'été », des « concerts du soir » et de la « musique dans le Pfaffenwinkel ».

### Ouvrages d'art
- Église de Wies
- Église paroissiale St Jean-Baptiste de style roman, transformée à l'époque Baroque.
- Église de la Visitation d'Ilgen
- Église de la  Sainte Croix aux pieds du Kreuzberg
- Église Ste Marie Madeleine à Urspring.

## Personnalités
- Johann Georg von Lori (né le 17 juillet 1723), conseiller et historien bavarois. Il a fondé avec le prieur Franz Töpsl et Andreas Felix von Oefele l'Académie des Sciences de Bavière.
- August Splitgerber (1844-1918), peintre paysagiste allemand né à Steingaden.
- Gretl Braun (1915-1987), membre de la famille d'Adolf Hitler.

## Galerie

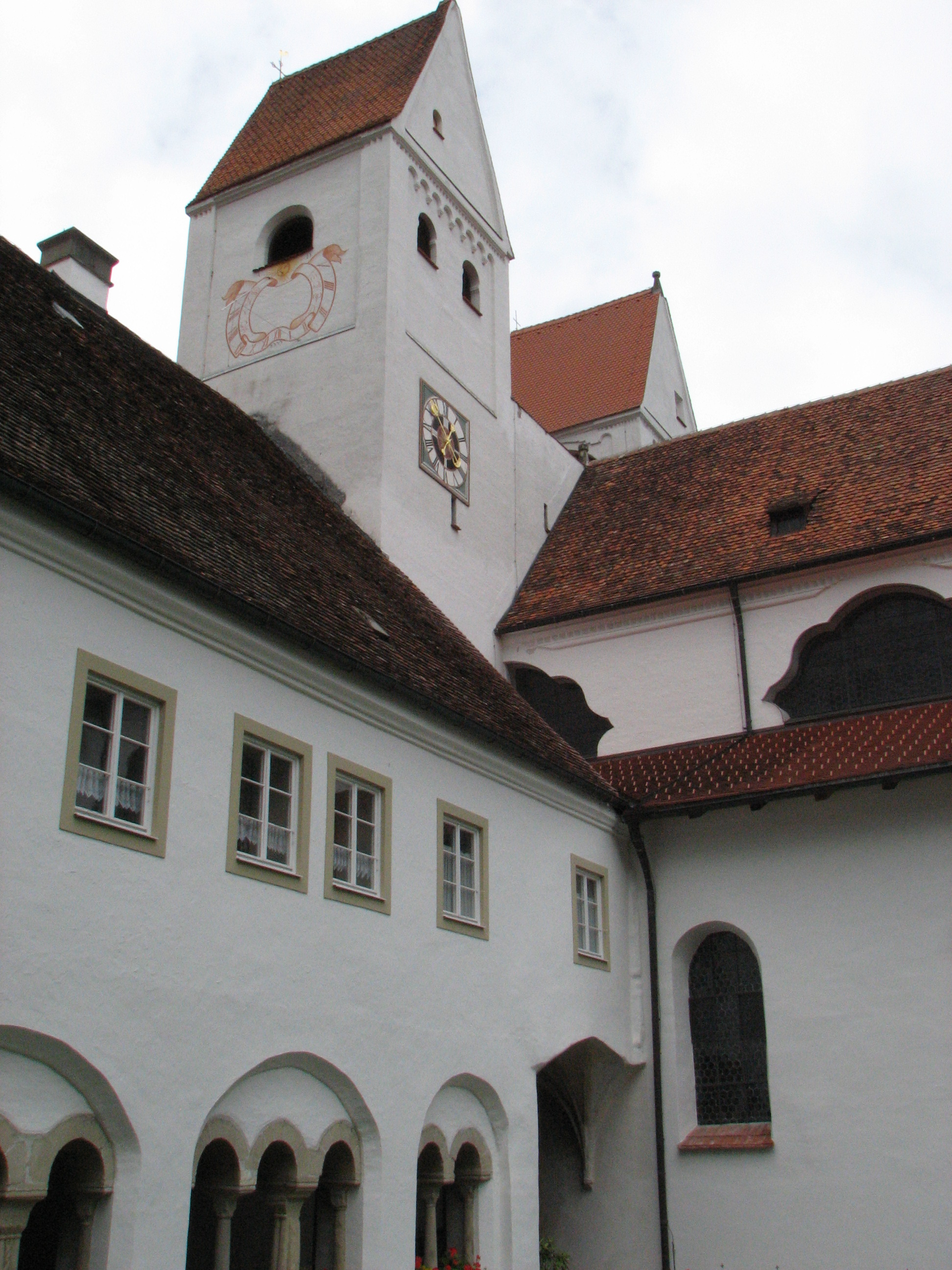
Église paroissiale
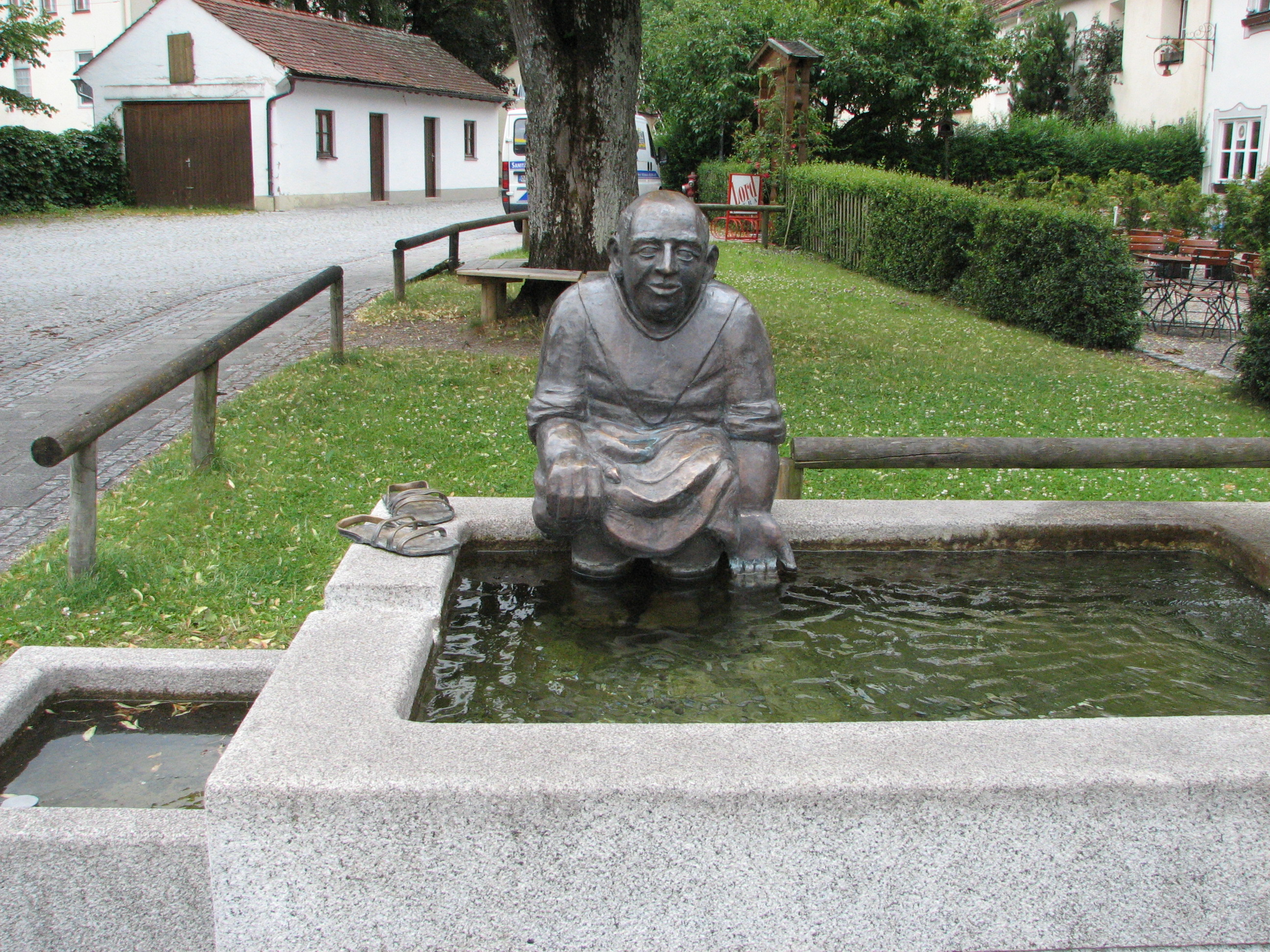
Fontaine dans le village de Steingaden
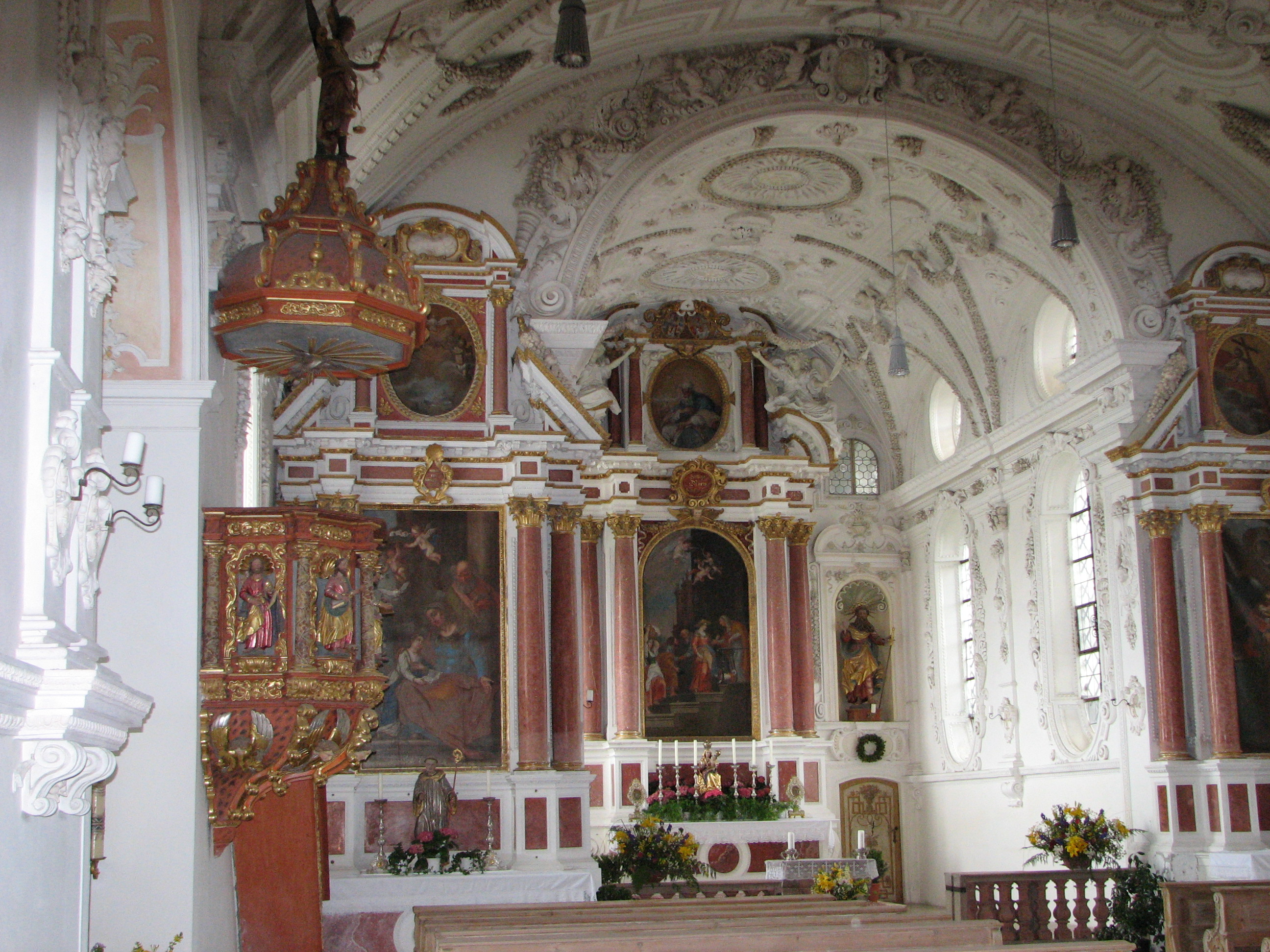
Église d'Ilgen